# Wayne Knight
Wayne Knight, född 7 augusti 1955 i New York men uppväxt i  Cartersville, Georgia, är en amerikansk komiker och skådespelare. Han är mest känd i rollen som Newman i Seinfeld, datasnillet Dennis Nedry i Jurassic Park samt Don Orville i Tredje klotet från solen. Knight har även medverkat i TV-serien The Exes. Utöver dessa större roller har han även medverkat i produktioner som Kung Fu Panda 3, Narcos och What Ever Happened to Jonny Faith för vilken han blev prisbelönt. 

## Bakgrund
Innan sin skådespelarkarriär jobbade Knight under fem års tid som privatdetektiv i New York och siktade på en karriär som kemist.

## Hälsa
Knights vikt gav honom roller som medförde att han förväntades falla för komisk effekt, något som skadades hans kropp. Till följd av detta fick Knight hälsoproblem, vilket motiverade honom att gå ned i vikt. Men på grund av sin viktnedgång fick han få svårare att få jobb då industrin efterfrågade överviktiga komiker. 

## Filmografi (urval)
- 1987 – Dirty Dancing
- 1989 – Född den fjärde juli
- 1991 – Död på nytt
- 1991 – JFK
- 1992 – Basic Instinct – iskallt begär
- 1992–1998 – Seinfeld (TV-serie)
- 1993 – Jurassic Park
- 1995 – Till varje pris
- 1996 – Space Jam
- 1997–2001 – Tredje klotet från solen (TV-serie)
- 1999 – Toy Story 2 (röst)
- 1999 – Tarzan (röst)
- 2000 – Buzz Lightyear, rymdjägare (TV-serie) (röst)
- 2001 – Rat Race – sk(r)attjakten
- 2003 – Fullt hus
- 2008 – Punisher: War Zone
- 2011–2014 – The Exes (TV-serie)
- 2025 – Five Nights at Freddy's 2

## Priser och utmärkelser
| Pris                                                    | År   | Film/Serie                        | Kategori                                                                            | Resultat  |
| ------------------------------------------------------- | ---- | --------------------------------- | ----------------------------------------------------------------------------------- | --------- |
| Academy of Science Fiction, Fantasy & Horror Films, USA | 1994 | Jurassic Park                     | Best Supporting Actor                                                               | Nominerad |
| Screen Actors Guild Awards                              | 1998 | Tredje klotet från Solen          | Outstanding Performance by an Ensemble in a Comedy Series                           | Nominerad |
| Viewers for Quality Television Awards                   | 1998 | Seinfeld                          | Best Recurring Player                                                               | Nominerad |
| Online Film & Television Association                    | 1998 | Seinfeld                          | Best Guest Actor in a Comedy Series                                                 | Nominerad |
| Screen Actors Guild Awards                              | 1999 | Tredje klotet från Solen          | Outstanding Performance by an Ensemble in a Comedy Series                           | Nominerad |
| The Stinkers Bad Moive Awards                           | 1999 | My Favorite Martian               | Most Botched Comic Relief                                                           | Nominerad |
| Behind the Voice Actors Awards                          | 2014 | Regular Show                      | Best Male Vocal Performance in a Television Series in a Guest Role - Comedy/Musical | Nominerad |
| Independent Shorts Awards                               | 2023 | What ever Happened to Jonny Faith | Best Supporting Actor                                                               | Vinnare   |